# 塩澤修平
塩澤 修平（しおざわ しゅうへい、1955年9月19日 - ）は、日本の経済学者。東京国際大学教授・前学長、慶應義塾大学経済学部名誉教授。専門は理論経済学。博士（経済学）(ミネソタ大学）。

## 来歴・人物
東京都出身。慶應義塾志木高等学校卒業後、慶應義塾大学経済学部経済学科へ進学。在学中は国際政経研究会に所属。大学卒業後は同大学大学院経済学研究科へ進学し、1980年に修士課程修了。
慶大通信教育部長、経済学部長、内閣府国際経済担当参事官、東京国際大学教授・同学長を歴任した。
2011年と2012年にアパグループ主宰の「真の近現代史観」懸賞論文佳作賞を受賞。

## 略歴
- 1978年 慶應義塾大学経済学部経済学科卒業[2]
- 1980年 慶應義塾大学大学院経済学研究科修士課程修了[2]
- 1986年 ミネソタ大学よりPh.D.を取得[2]
- 1987年 慶應義塾大学経済学部助教授[2]
- 1994年 慶應義塾大学経済学部教授[2]
- 1995年 慶應義塾大学通信教育部長（ - 2001年）[2]
- 2001年 内閣府国際経済担当参事官（ - 2003年）[2]
- 2003年 慶應義塾大学経済学部長（ - 2009年）[2]
- 2019年 慶應義塾大学名誉教授、東京国際大学学長（ - 2022年）
- 2022年 東京国際大学経済学部教授

## 主な著書
- 『現代金融論』(創文社,2002年)
- 『経済学・入門』(有斐閣,2003年)
- 『デフレを楽しむ熟年生活』[講談社,2004年)
- 『現代ミクロ経済学 中級コース(有斐閣,2006年 玉田康成、石橋孝次と共編著)
- 『説得の技術としての経済学』(勁草書房,2008年)
- 『基礎から学ぶ ミクロ経済学』(新世社,2010年)